# Thelairaporia brasiliensis
Thelairaporia brasiliensis là một loài ruồi trong họ Tachinidae.